# Rue Karl-Liebknecht (Iekaterinbourg)
La rue Karl-Liebknecht (улица Ка́рла Ли́бкнехта), autrefois rue puis avenue de l'Ascension, est une rue d'Iekaterinbourg en Russie. Elle doit son nom au révolutionnaire allemand Karl Liebknecht. Elle fait partie du district résidentiel du centre, du raïon (district) Kirov, du raïon Lénine et du raïon Octobre.
Elle est fameuse pour abriter l'église Sur-le-Sang bâtie en 2000-2003 à l'endroit de l'exécution de la famille impériale, le 17 juillet 1918.

## Situation
La rue Karl-Liebknecht se trouve entre les rues Malychev et Chevtchenko; sa longueur du sud ou nord est de 1 092 mètres. C'est un grand axe de la ville qui relie le centre-ville à la gare ferroviaire de passagers.

## Histoire et architecture
La rue traverse la partie supérieure du versant occidental de la colline historique de l'Ascension d'Iekaterinbourg.
Cette rue a toujours été une rue commerçante et une rue d'affaires. On y trouvait avant la Révolution les 2e services de police et de pompiers; la bibliothèque centrale; le 1er gymnasium féminin; le théâtre de la ville; l'Assemblée publique (servant de scène pour les étudiants de l'institut de théâtre); une école de dessin industriel; deux ateliers de photographe, celui de Veniamine Metenkov et celui de Terekhov; les ateliers de taille de pierre de Lipine et Khomoutov ; une fabrique de pâtes alimentaires et la fabrique de papier peint Kroukovski, la clinique vétérinaire. Il y avait aussi dans cette rue les maisons d'hommes d'affaires importants de la ville comme celle de D.P. Solomirski et la maison Ipatiev; la façade de côté du palais Kharitonov donne dans cette rue.
En 2010, on y trouve deux bâtiments de l'université pédagogique d'État de l'Oural, l'administration de la défense contre les incendies, l'institut de génie mécanique de la filiale de l'Oural de l'Académie des sciences de Russie, le musée d'histoire d'Iekaterinbourg, l'académie d'art et d'architecture de l'Oural, la philharmonie d'État de Sverdlovsk, le théâtre municipal du jeune spectateur d'Iekaterinbourg.
La rue est fameuse pour abriter à l'angle de la rue Clara Zetkin l'endroit où furent exécutés Nicolas II et la famille impériale dans la maison Ipatiev en juillet 1918. Celle-ci a été démolie en 1977 pour laisser la place au début du XXIe siècle à l'imposante église dite « Sur-le-Sang » et à la chapelle Sainte-Élisabeth-Fiodorovna.

## Transport
La rue Karl-Liebknecht est accessible par une ligne pour les trolleybus 1, 3, 5, 9, 11, les lignes d'autobus 65 (dans les deux sens), 13 (de la rue Chevtchenko jusqu'à la perspective Lénine, et de celle-ci jusqu'à la rue Malychev, seulement côté sud), 57 et 59 (de la rue Chevtchenko à la perspective Lénine dans les deux sens).
Les stations de métro les plus proches sont Dinamo et Place 1905.

## Photographies

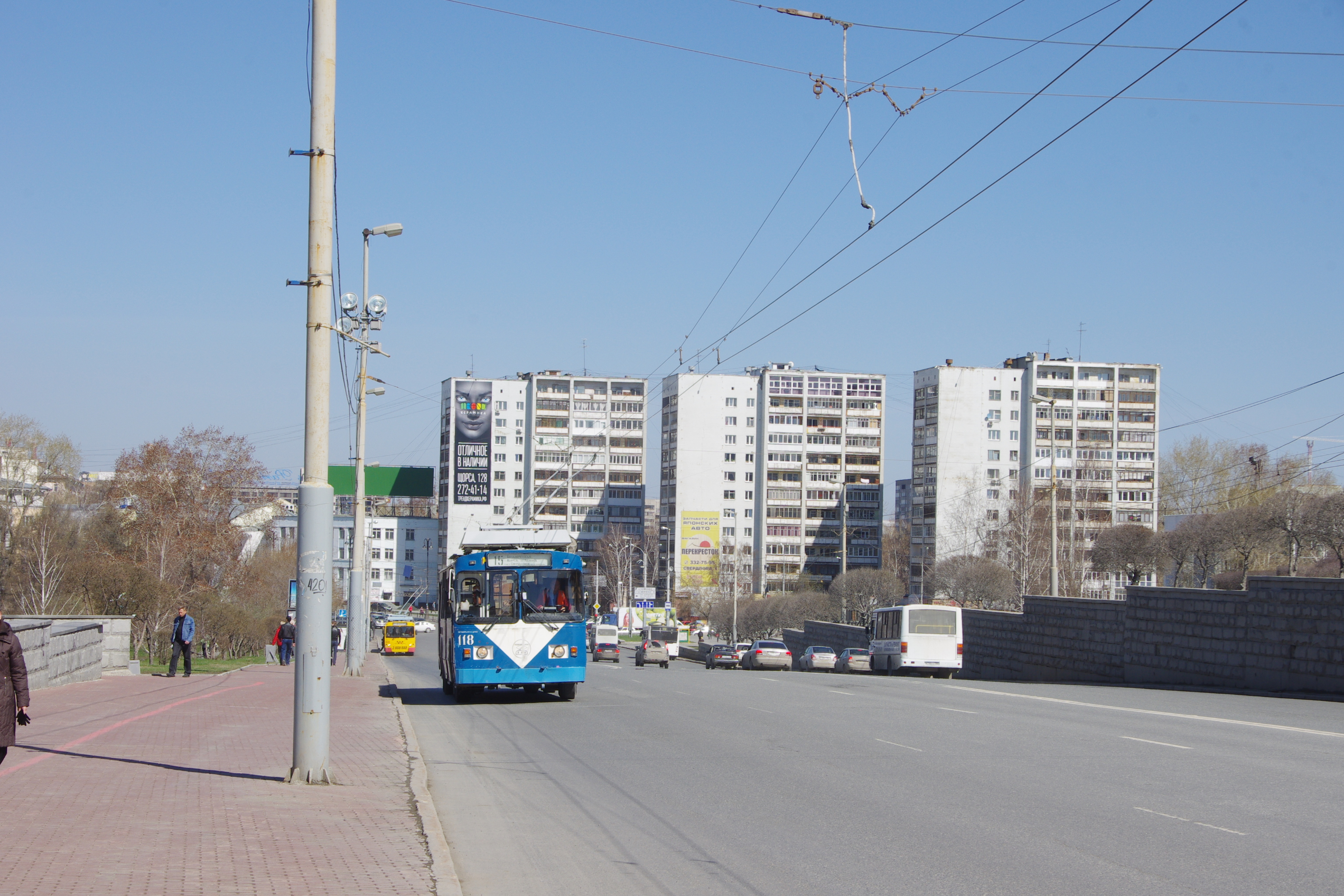
Vue vers le nord à partir de la colline de l'Ascension.
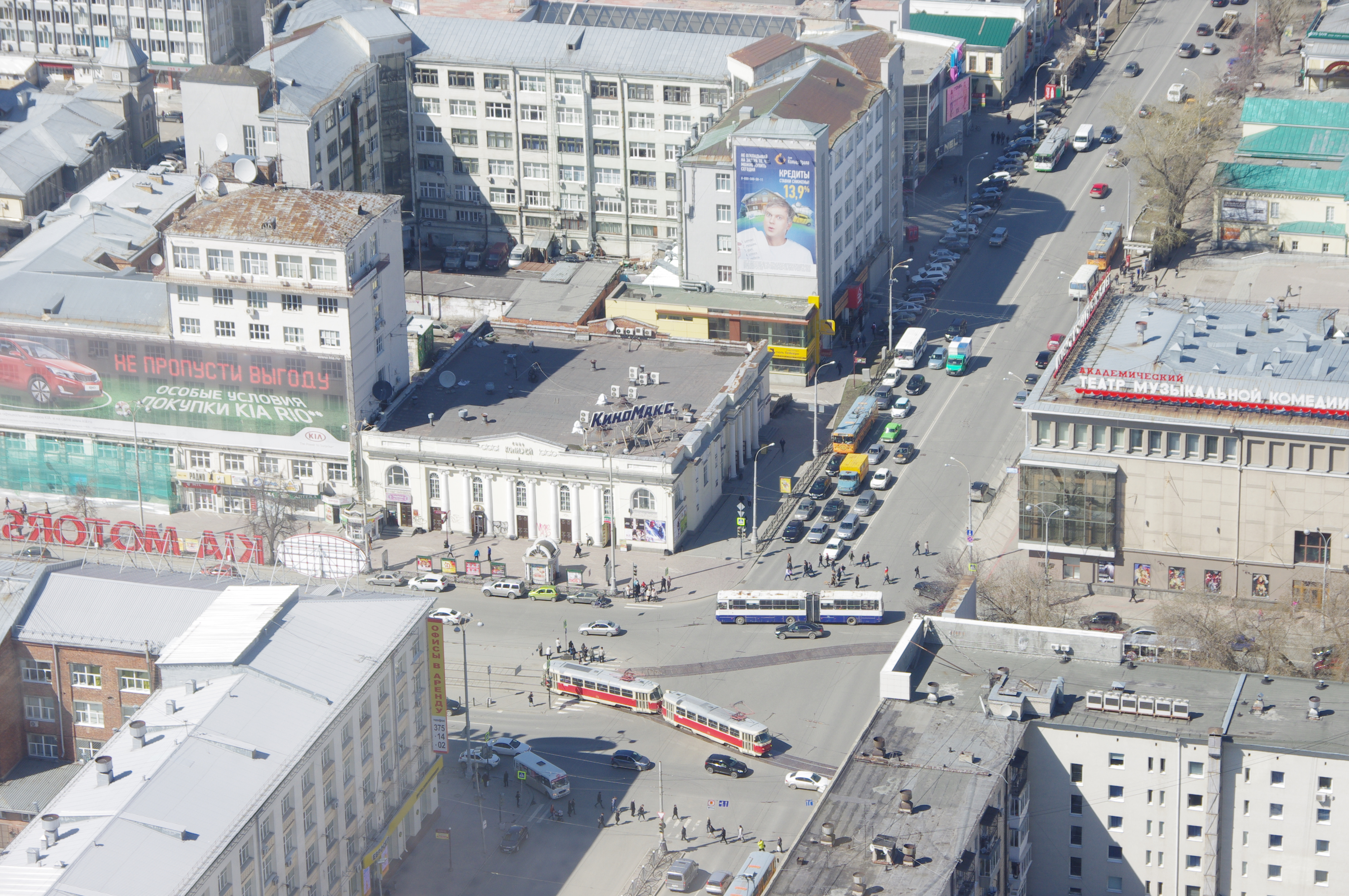
Croisement avec la perspective Lénine
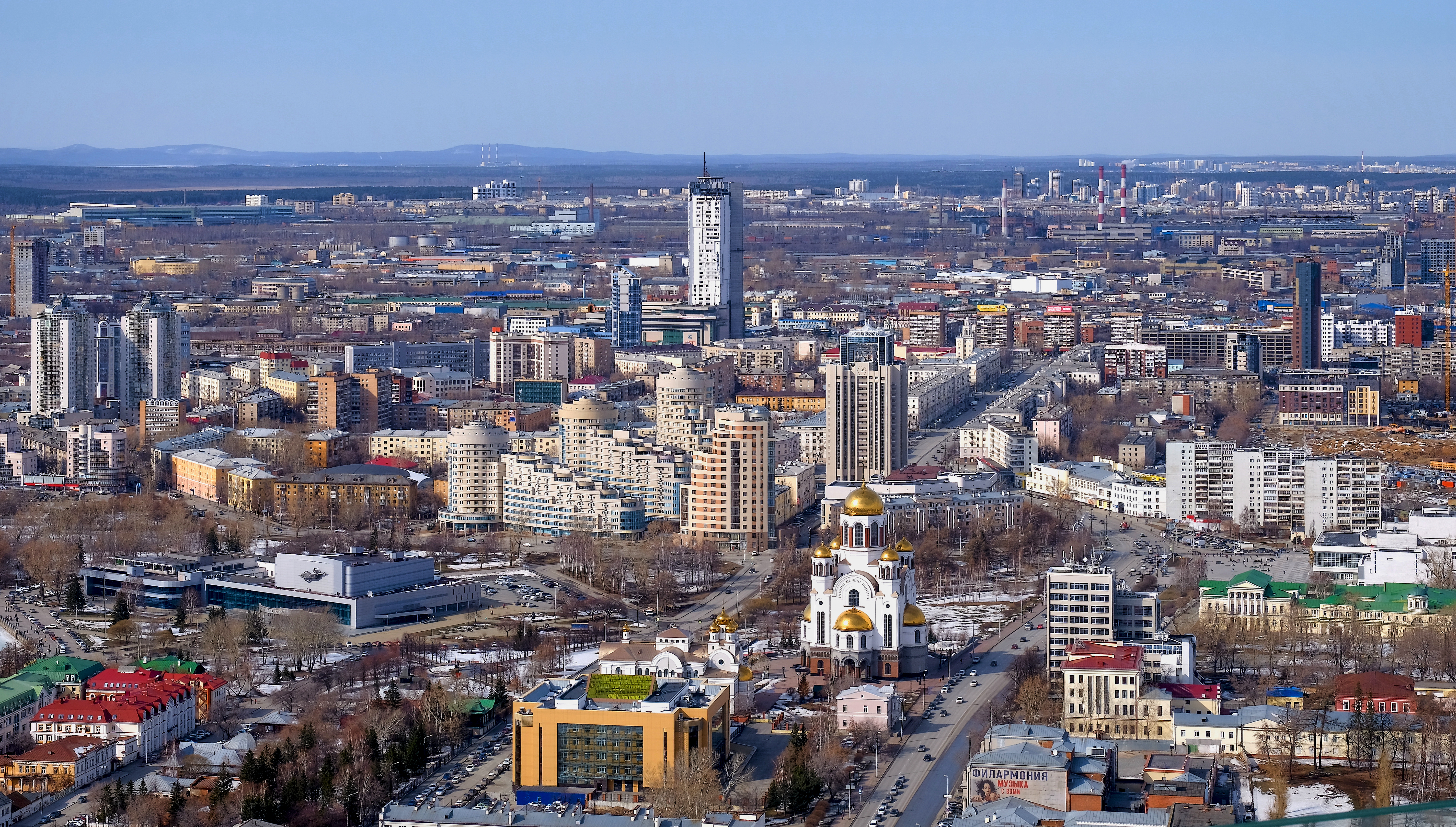
Vue d'ensemble à partir des hauteurs du gratte-ciel Vyssotski.
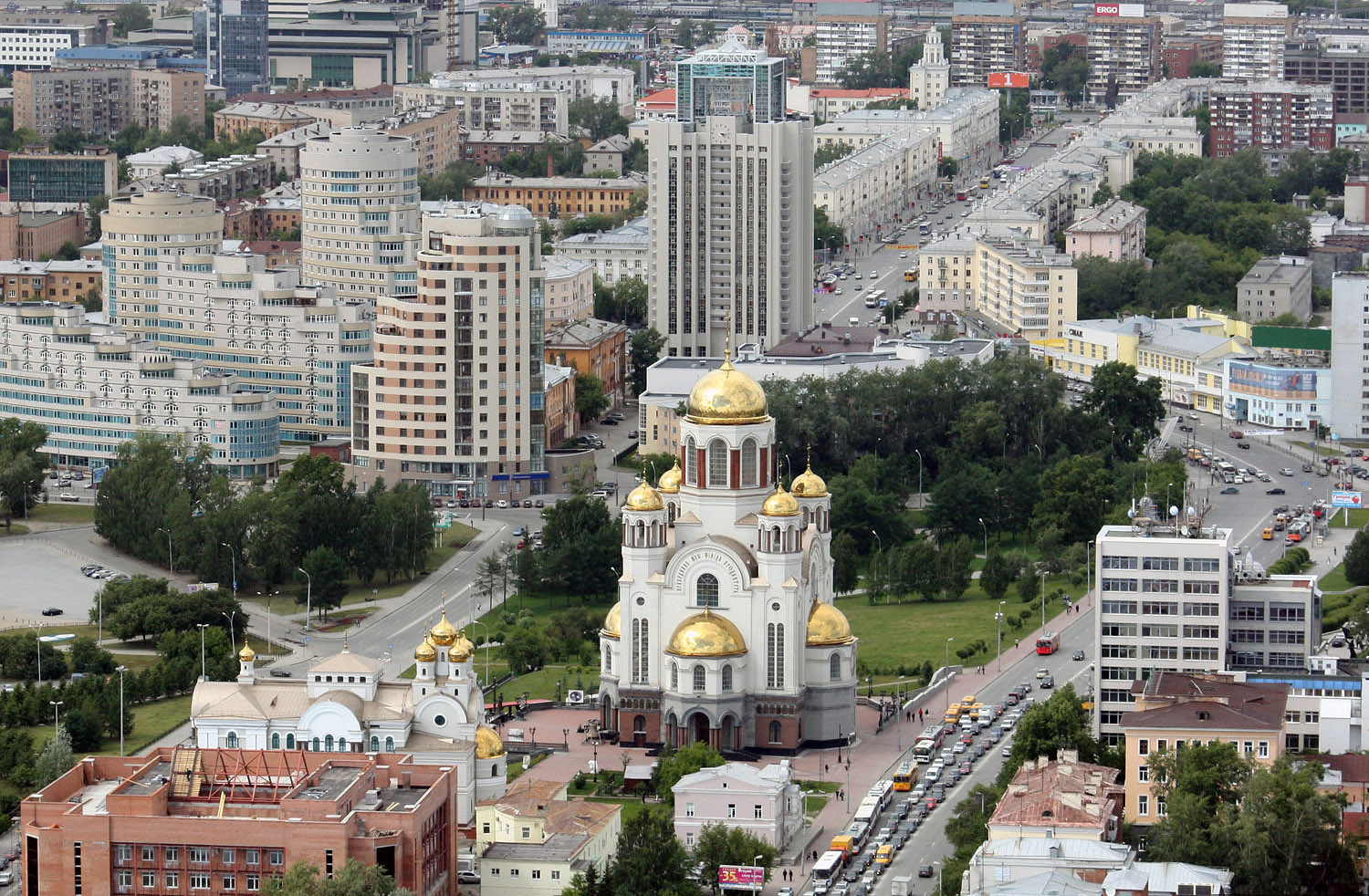
Autour de l'église Sur-le-Sang
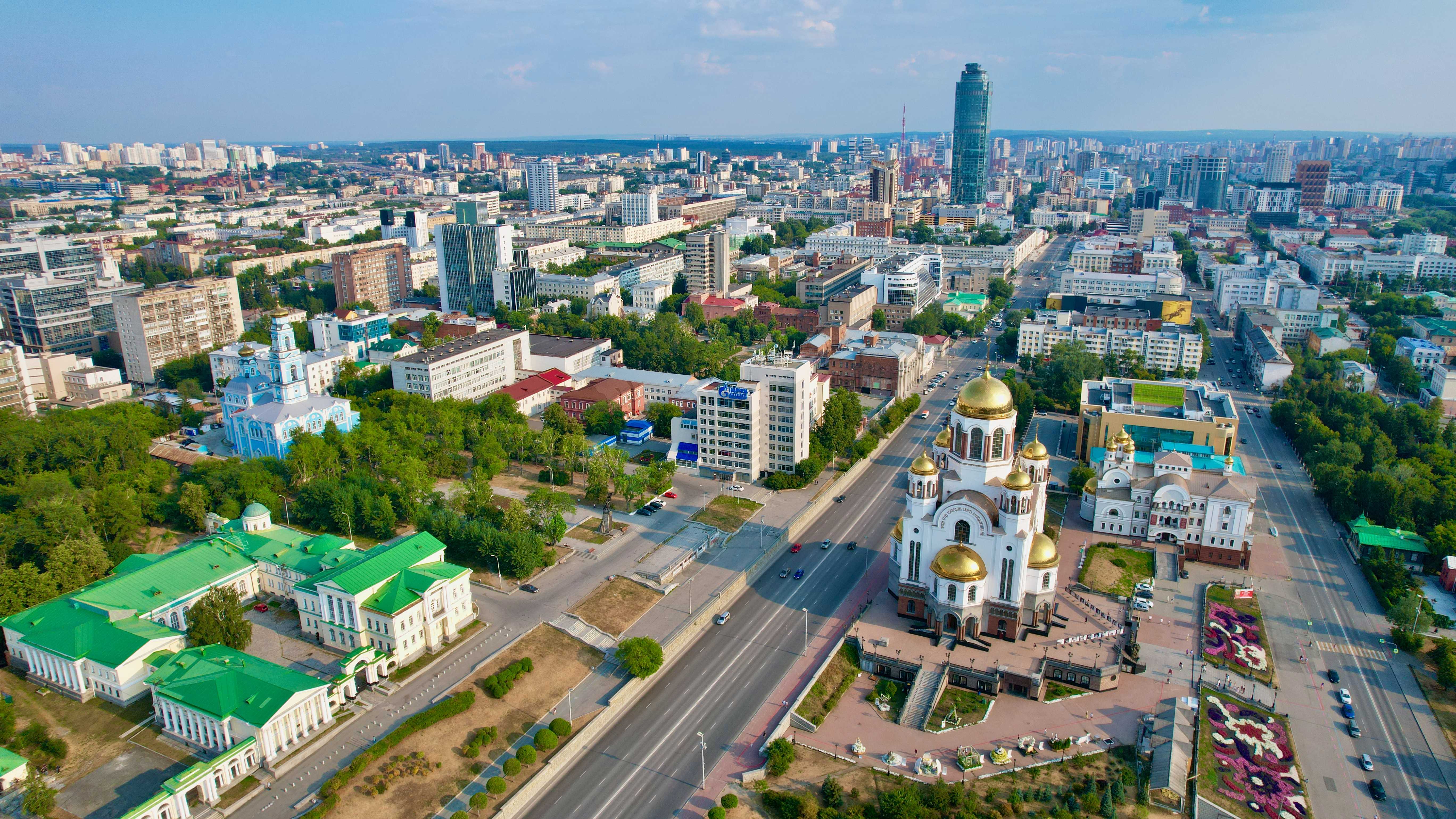
Vue vers le sud.
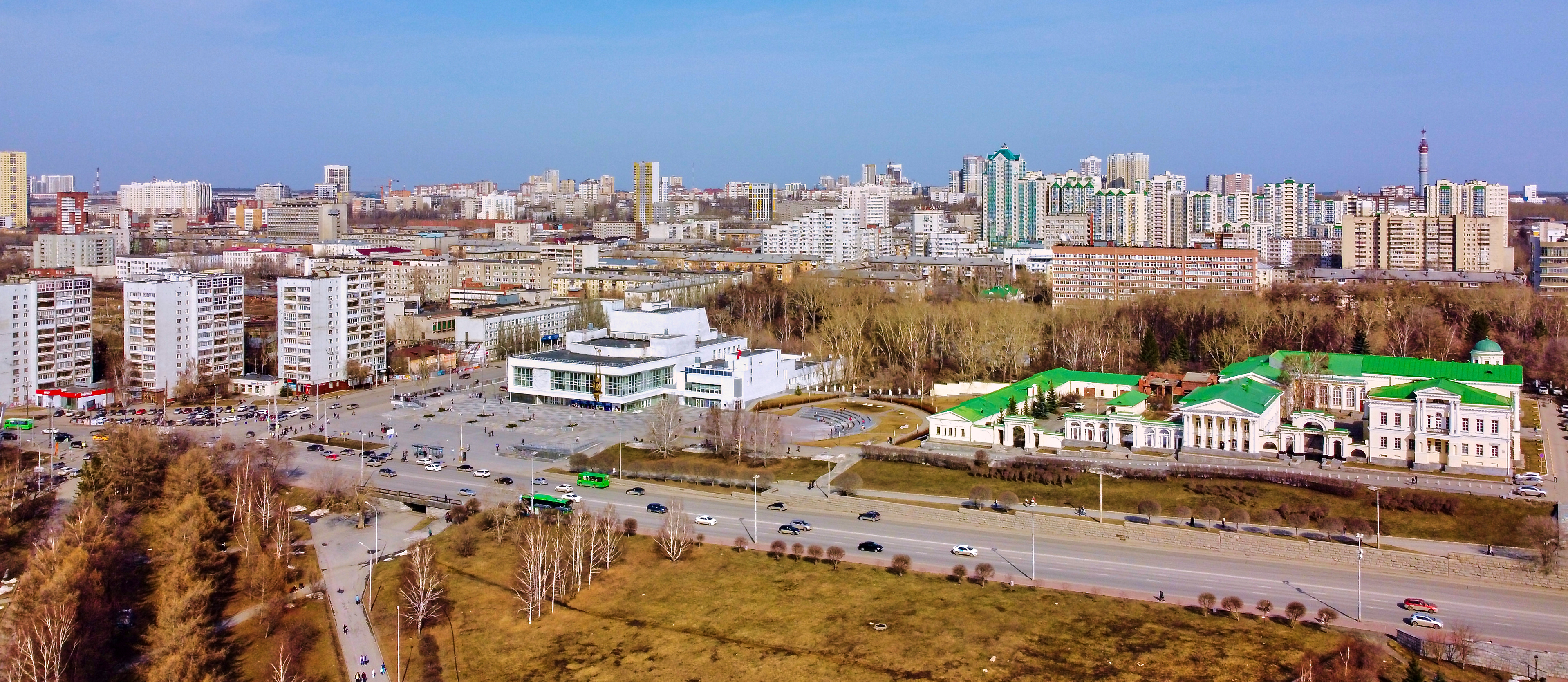
Vue du palais Kharitonov (dr.) et du théâtre du jeune spectateur (g.).